# Georgiens distrikt

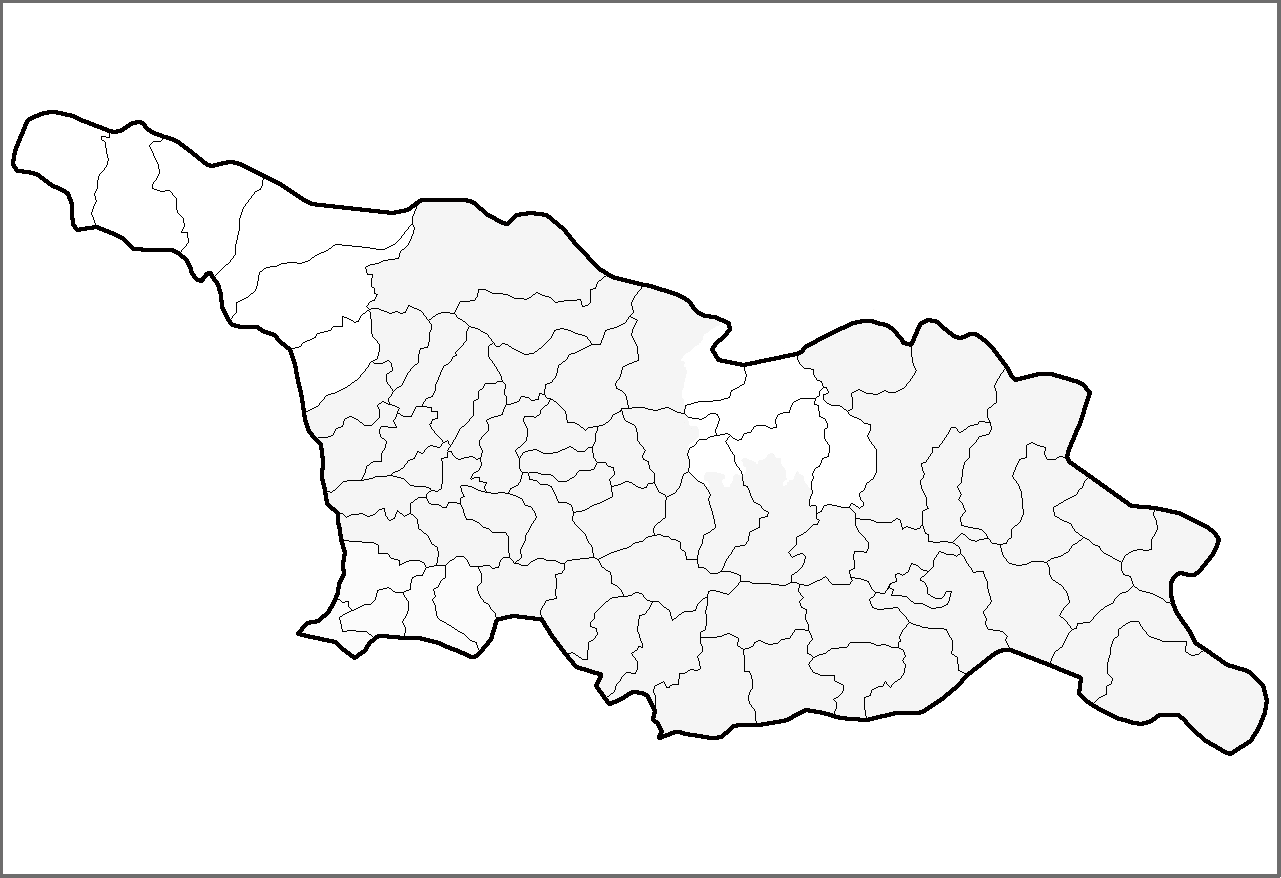
Karta över Georgiens 72 distrikt före 2006.

Georgiens distrikt syftar på den andra indelningen av Georgien, efter dess regioner (mchare). Regionerna är indelade i distrikt (georgiska: მუნიციპალიტეტი, munitsipaliteti), varav fem är större städer som utgör egna distrikt: Tbilisi, Kutaisi, Rustavi, Poti och Batumi.
Efter Georgiens självständighet 1991 var distrikten en tid kvar i den äldre strukturen, som raioni (რაიონი). År 2006 gjordes en reformering av den administrativa strukturen, med ökat lokalt styre, och i samband med det ändrades beteckningen för distrikten till munitsipaliteti.
En lista över Georgiens distrikt kompliceras av att Abchazien och Sydossetien sedan kriget 2008 inte står under georgisk kontroll. Nedanstående lista speglar hur Georgiens distriktsindelning såg ut före 2006. Distriktindelningen enligt Georgien har modifierats sedan dess, liksom indelningen enligt utbrytarrepublikerna.
1. Abasja
2. Achalgori
3. Achalkalaki
4. Achaltsiche
5. Achmeta
6. Adigeni
7. Ambrolauri
8. Aspindza
9. Baghdati
10. Batumi (stad)
11. Bolnisi
12. Bordzjomi
13. Charagauli
14. Chasjuri
15. Chelvatjauri
16. Chobi
17. Choni
18. Chulo
19. Dedoplistsqaro
20. Dmanisi
21. Dusjeti
22. Dzjava
23. Gagra
24. Gali
25. Gardabani
26. Gori
27. Gudauta
28. Gulripsji
29. Gurdzjaani
30. Kareli
31. Kaspi
32. Keda
33. Kobuleti
34. Kutaisi (stad)
35. Lagodechi
36. Lantjchuti
37. Lentechi
38. Marneuli
39. Martvili
40. Mestia
41. Mtscheta
42. Ninotsminda
43. Oni
44. Otjamtjire
45. Ozurgeti
46. Poti (stad)
47. Qazbegi
48. Qvareli
49. Rustavi (stad)
50. Sagaredzjo
51. Samtredia
52. Satjchere
53. Senaki
54. Sighnaghi
55. Sjuachevi
56. Suchumi
57. Tbilisi (stad)
58. Telavi
59. Terdzjola
60. Tetritsqaro
61. Tianeti
62. Tjchorotsqu
63. Tjiatura
64. Tjochatauri
65. Tqibuli
66. Tsageri
67. Tsalendzjicha
68. Tsalka
69. Tsqaltubo
70. Vani
71. Zestaponi
72. Zugdidi